# Malaville
Malaville ist eine Ortschaft und eine ehemalige französische Gemeinde mit 399 Einwohnern (Stand 1. Januar 2022) im Département Charente in der Region Nouvelle-Aquitaine (vor 2016 Poitou-Charentes). Sie gehörte zum Arrondissement Cognac und zum Kanton Charente-Champagne.
Mit Wirkung vom 1. Januar 2017 wurden die früheren Gemeinden Malaville, Éraville, Nonaville, Touzac und Viville zu einer Commune nouvelle mit dem Namen Bellevigne zusammengelegt und haben in der neuen Gemeinde den Status einer Commune déléguée inne. Der Verwaltungssitz befindet sich im Ort Malaville.

## Lage
Malaville liegt etwa 24 Kilometer südöstlich von Cognac.

## Bevölkerungsentwicklung
| Jahr                      | 1962 | 1968 | 1975 | 1982 | 1990 | 1999 | 2006 | 2013 |
| Einwohner                 | 592  | 562  | 476  | 419  | 381  | 394  | 410  | 427  |
| Quelle: Cassini und INSEE |      |      |      |      |      |      |      |      |

## Sehenswürdigkeiten
- Kirche Saint-Saturnin aus dem 12. Jahrhundert, seit 1925 Monument historique

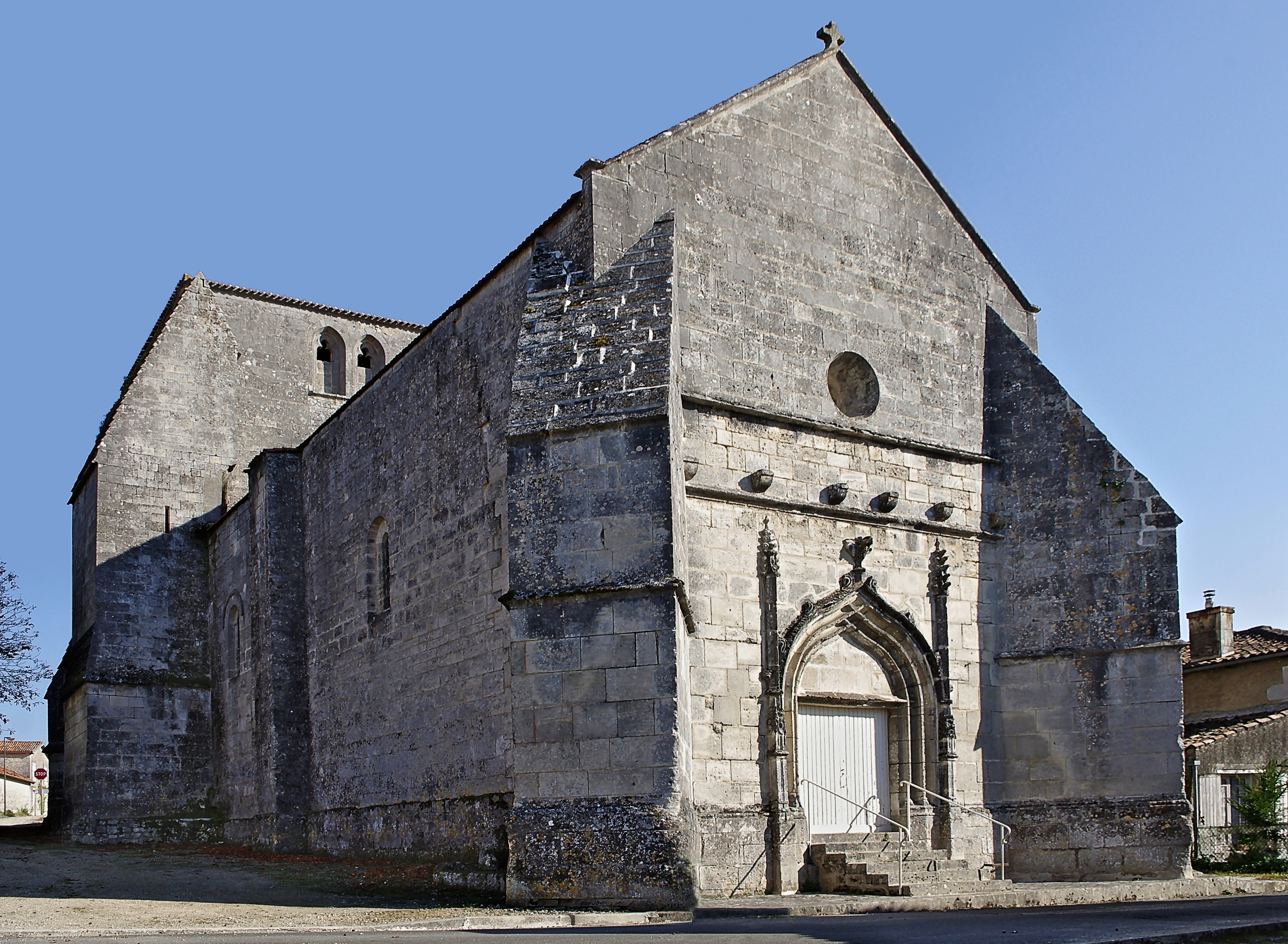
Kirche Saint-Saturnin